# 歸綏道
歸綏道，全称“山西总理旗民蒙古事物分巡归绥道兼管归化城等处税”，是清廷于乾隆六年（1741年）在今山西省北部和内蒙古自治区中部设置的一个道，其最高官员为道台。
驻归化城（今呼和浩特市旧城），乾隆二十七年（1762年）移驻绥远城（今呼和浩特新城）。光绪三十二年（1905年），归绥道领归化城厅、绥远城厅、萨拉齐厅、清水河厅、托克托厅、和林格尔厅、丰镇厅、宁远厅、兴和厅、陶林厅、武川厅、五原厅和东胜直隶厅。民國成立後，於民国2年（1913年）被北洋政府废除。